# نيرد

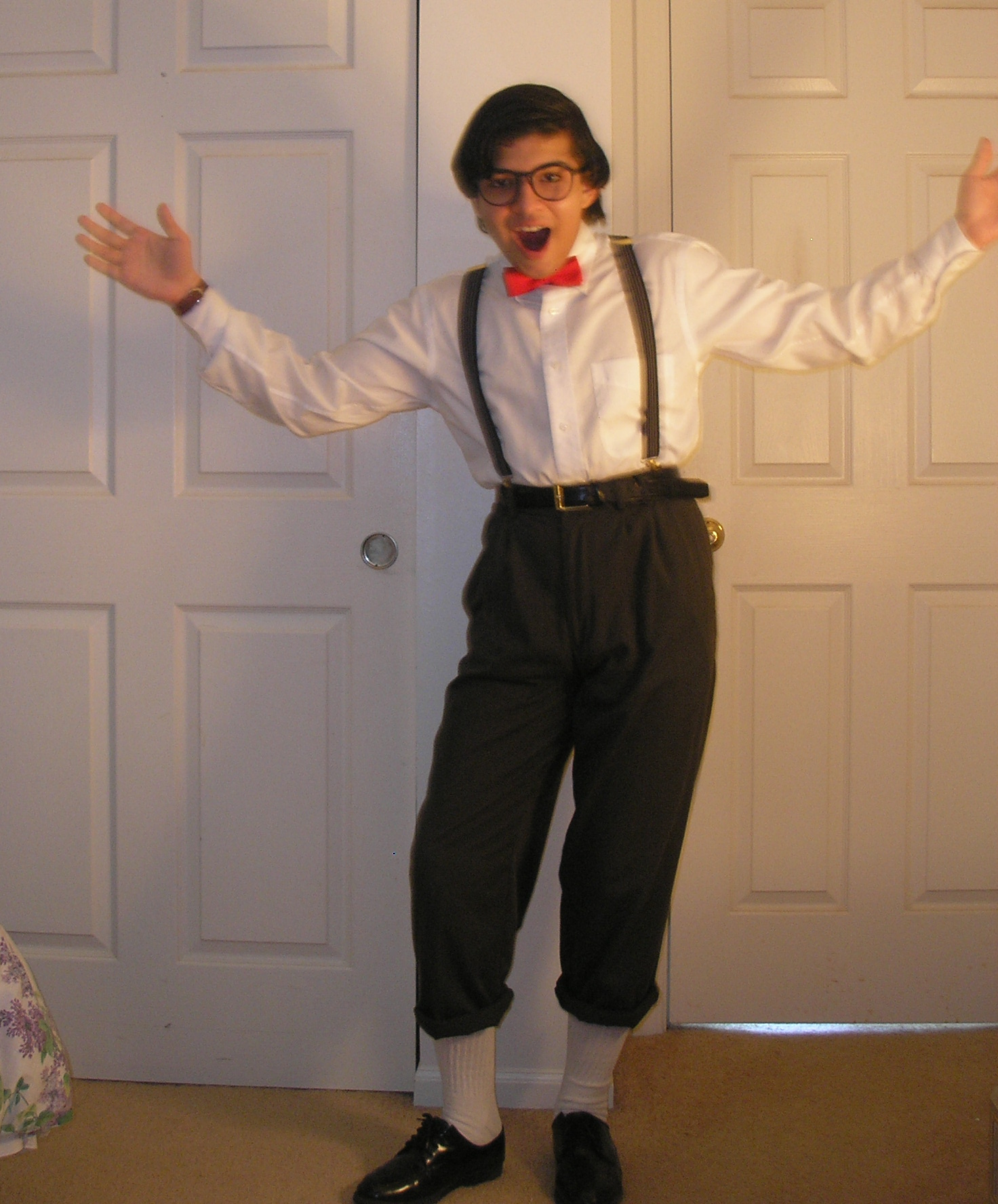

نيرد (بالإنجليزية: Nerd)‏ مصطلح إنجليزي يستخدم للإشارة إلى الشخص المثقف أو المهووس أو الانطوائي بشكل مفرط أو الذي يفتقر إلى المهارات الاجتماعية. قد يقضي مثل هذا الشخص أوقات هائلة على أنشطة غير شائعة أو غير معروفة أو غير سائدة، والتي عادةً ما تكون إما تقنية بحت أو مجردة أو متعلقة بمواضيع الخيال العلمي أو الفنتازيا، ويمتنعون عن ممارسة الأنشطة السائدة. بالإضافة إلى ذلك، يوصف معظم النيردات أنهم خجولون وغريبو الأطوار ومتحذلقون وغير جذابين.
كان مصطلح «نيرد» في الأصل مهينًا، وكان عبارة عن صورة نمطية، لكن كما هو الحال مع غيره من المصطلحات الازدرائية، أٌعيد اصطلاحه وتعريفه من قبل البعض كمصطلح يعبر عن فخر وهوية جماعية. ومع ذلك، لم تشهد المصطلحات المرافقة، مثل غيك وأحمق، انجرافًا إيجابيًا مماثلًا في المعنى والاستخدام.

## ثقافة النيرد

### الصورة النمطية للنيرد
بسبب الصورة النمطية للنيرد، غالبًا ما يُعتقد أن معظم الأفراد الأذكياء «نيردات». قد يكون هذا الاعتقاد ضارًا، لأنه قد يقود طلاب المدارس الثانوية لأن «يبذلوا مجهودًا أقل» خوفًا من وصفهم بأنهم «نيردات»، وقد يتسبب في اعتبار الأفراد الجذابيين نيردات لمجرد امتلاكهم قدرات فكرية عالية. كان يعتقد قديمًا أن المثقفين اعتُبروا نيردات لأنهم كانوا محسودين. صرّح بول غراهام في مقالته، بعنوان «لماذا النيردات غير محبوبين»، أن الثقافة محايدة، هذا يعني أنك لن تكون محبوبًا ولا مكروهًا بسببها. وذكر أيضًا أن العلاقات والروابط هي ما تجعل المراهقين الأذكياء يبدون نيردات بصورة تلقائي، وأن النيرد لا يملك مهارات اجتماعية كافية. بالإضافة إلى ذلك، يقول إن سبب عدم شعبية العديد من الأولاد الأذكياء هو أنهم «لا يملكون وقتًا لممارسة الأنشطة المطلوبة لكسب الشعبية».
في الولايات المتحدة، أشارت دراسة نشرت عام 2010 في مجلة التواصل الدولي والثقافي إلى أن الأمريكيين الآسيويين غالبًا ما يُنظر إليهم على أنهم نيردات، يليهم الأمريكيون ذوي البشرة البيضاء، ونادرًا ما اعتُبر الهسبانيون من غير البيض، والأميركيون ذوو البشرة السوداء، نيردات. تنبع هذه القوالب النمطية من مفاهيم الاستشراقية والبدائية، كما ذُكر في مقال رون إيغلاش «العرق والجنس والنيردات: من النيردات ذوي البشرة السوداء إلى الأمريكيين الآسيويين الهبستر.»
ترتبط بعض السلوكيات النمطية المرافقة للصورة النمطية للنيرد بسمات متلازمة أسبرجر أو غيرها من حالات طيف التوحد.

### التنمر
غالبًا ما يكون الأفراد الذين يطلق عليهم اسم «نيردات» عرضة للتنمر بسبب مجموعة من الأسباب التي قد تشمل المظهر الجسدي أو الخلفية الاجتماعية. اقترح بول غراهام أن السبب وراء استهداف النيردات في كثير من الأحيان لممارسة التنمر هو عدم اهتمامهم بالشعبية أو السياق الاجتماعي، ضمن ثقافة تعتبر الشعبية أساس السلطة بين الشباب. ومع ذلك، تشير نتائج البحوث إلى أن المتنمرين غالبًا ما يكونون منبوذين اجتماعيًا بقدر ضحاياهم الأفضل منهم من الناحية الأكاديمية، وأن الشعبية فشلت في توفير الحماية من التنمر. أشار معلقون آخرون إلى أن المضايقات واسعة النطاق للشباب المثقفين لم تبدأ إلا في منتصف القرن العشرين واقترح البعض أن سببها ينطوي على الغيرة من فرص العمل المستقبلية وكسب القدرات.